# Kuća Maričić-Domančić u Hvaru
Kuća Maričić-Domančić, u gradiću Hvaru, Kroz Burak 12, zaštićeno kulturno dobro.

## Opis dobra
Vrijeme nastanka je od 13. do 17. stoljeća. Stambena trokatnica gotičkog oblikovanja. Smještena je na sjeveroistočnom uglu bloka kuća na hvarskoj Rivi. Tlocrt kuće je kvadratičan, a zaključena je dvovodnim krovom. U vrhu istočnog zabata diže se impozantni dimnjak, svjedočanstvo o srednjovjekovnom smještaju kuhinje u potkrovlju. Posebno se ističe gotičkim otvorima u prizemlju istočnog pročelja gdje se izmjenjuju stambena, dućanska i skladišna (podrumska) vrata.

## Zaštita
Pod oznakom Z-5145 zavedena je kao nepokretno kulturno dobro - pojedinačno, pravna statusa zaštićena kulturnog dobra, klasificirano kao "stambene građevine".